# Cantó de Gap Campanha
El cantó de Gap Campanha és un cantó francès del departament dels Alts Alps, situat al districte de Gap. Té 5 municipis i part del de Gap.

## Municipis
- La Fraissinosa
- Gap
- Manteier
- Pelautier
- Rabòu
- La Ròcha-dels-Arnauds

## Història
| Data d'elecció                           | Identitat        | Partit                     | Qualitat |
| ---------------------------------------- | ---------------- | -------------------------- | -------- |
| 1973-1982                                | René Serres      | RI, després UDF            |          |
| 1982-1988                                | Bernard Brochier | UDF                        |          |
| 1988-                                    | Roger Para       | Divers droite, després UMP |          |
| les dades anteriors no són pas conegudes |                  |                            |          |
|                                          |                  |                            |          |

| 1962 | 1968 | 1975 | 1982 | 1990  | 1999  | 2007  |
| ---- | ---- | ---- | ---- | ----- | ----- | ----- |
| -    | -    | -    | -    | 3.716 | 3.758 | 4.662 |